# Psilocybe zapotecoantillarum
Psilocybe zapotecoantillarum es una especie de hongo de la familia Hymenogastraceae, del orden de los Agaricales y de la división de los Basidiomycota. Etimológicamente Psilocybe viene del griego psilós que significa liso, desnudo, calvo, y kýbe que significa cabeza, píleo, es decir significa “por carecer de ornamentación en el píleo” (aunque no sucede así en todas las especies del género).

## Descripción
Macroscópicamente tiene el píleo de 13-33 mm diam., cónico o campanulado, umbonato, papillado, liso, rojo parduzco oscuro, higrófano, cuando seco es color leonado, con manchas irregulares de color azul y rojizo o con tonalidades rojizas, margen no estriado o estriado translúcido. Láminas adjuntas, de color marrón claro a rojizo oscuro o marrón violáceo oscuro, bordes uniformes o serrados, concoloros o blanquecinos. Estípite de 15-35 a 1.5-3 mm, uniforme o con una base subbulbosa, liso o pruinoso, blanquecino a marrón claro o marrón rojizo oscuro, con manchas irregulares de color azul oscuro. Contexto blanquecino en el píleo, de color parduzco en el estípite, cerulescente en todas partes. Olor y sabor fungoide o algo farináceo.
Microscópicamente tiene esporas de (5-) 6-7 (-9) x (3-) 4-4,5 (-5) x 3-3,5 µm (Q= 1,63), subelipsoides, tanto en vista frontal como lateral, paredes delgadas, de 0,4 µm de espesor, de color pardo amarillento, con un amplio poro germinativo. Basidio de 16-27 3 5-6,5 µm, de 2-4 esterigmas, hialino, ventricoso, frecuentemente con una constricción mediana, esteigma de 0.8-1.6 µm de largo. Pleurocistidio de (11-) 13-20 (-22) 3 (3-) 4-5 (-6) µm, hialino, ventricoso o subventricoso, con un cuello corto. Queilocistidio de (14-) 16-40 (-64) 3 (4-) 5-7 (-10) µm, hialino, fuertemente versiforme, subventricoso o subcilíndrico, irregularmente lobulado, ápice amplio o agudo, corto o largo. Subhimenio subcellular, con elementos hialinos, de 2.5-8 µm de ancho, pared delgada, con pigmento marrón amarillento incrustado. Trama himenoforal regular, con hifas hialinas, cilíndricas o infladas, de 2-24 µm de ancho, con pigmento marrón amarillento incrustado. Pileipellis una capa subgelatinosa cerca de 50 µm de espesor, de paredes delgadas, hifas cilíndricas, de 1.5-5.5 µm de ancho, hialinas o amarillentas. Hipodermio con hifas hialinas, ligeramente hinchadas, de 3-16 µm de ancho, fuertemente incrustadas con un pigmento amarillento sórdido. Contexto con hifas hialinas, cilíndricas o hinchadas, de 2,5-16 µm de ancho. Fíbulas comunes.

## Distribución
Conocida solo en el territorio isleño de Puerto Rico.

## Hábitat
De hábito gregario, se encuentra en lugares descubiertos o suelo cubierto de musgo en los bosques tropicales.

## Estado de conservación
No está enlistada en la NOM-059 y tampoco evaluada en la UICN. Se conoce muy poco de la biología y hábitos de los hongos, por eso la mayoría de ellos no se han evaluado para conocer su estatus de riesgo (Norma Oficial Mexicana 059).